# Anomiopus serranus
Anomiopus serranus är en skalbaggsart som beskrevs av Canhedo 2006. Anomiopus serranus ingår i släktet Anomiopus och familjen bladhorningar. Inga underarter finns listade i Catalogue of Life.